# Писмо за слепите, предназначено за зрящите
Писмо за слепите, предназначено за зрящите е есе на Дени Дидро, издадено през 1749 г.

## Есе върху зрителното възприятие
В този текст, Дени Дидро засяга въпроса за зрителното възприятие, интереса към който се възражда в тази епоха след няколко успешни операции за възстановяване на зрението на слепи по рождение деца (хирургическо лечение на вродена катаракта). Епохата засвидетелства множество спекулации и спорове за това какво е зрението и каква важност има то в начина, по който индивидът възприема света, или коя част от това възприятието се дължи на сетивата и каква на навика или опита.
Дидро разсъждава за това, че сляп човек, който изведнъж проглежда не може веднага да разбере това, което вижда, и че ще му отнеме време, за да направи връзката между формите и разстоянията, с които той е свикнал да борави с осезанието, и образите, които възприема с окото си.

## Критика на религията
В метафизичен план, Дидро развива идеята, че моралът зависи от личната чувствителност, като отбелязва, че цял клас религиозни аргументи са невалидни за слепия. Оттам, моралът не е универсален, а е свързан с възприятията на всеки. А ако моралът зависи от възприятията, той не може да е универсален, независимо дали е или не резултат на откровение.
Дидро ясно излага своя материалистичен възглед и подчертава своя атеизъм. В дълъг пасаж, той излага аргументи, които приписва на слепия английски математик и геометър Никълъс Саундърсън по диспут със свещеник, който се опитва да му докаже съществуването на Бог чрез красотата в природата, а после със съвършенството на човешките органи. На което героят отговаря:
| „ | Дори и животинската анатомия да е толкова съвършена, както вие настоявате, и както сам бих се съгласил с вас, тъй като вие сте честен човек, който би отказал да ме принуди, то какво общо има това с интелигентно висше същество? Ако сте учуден от това, то е може би защото сте свикнал да определяте за чудо всичко, което надминава способностите ви. Толкова често съм бил обект на вашето възхищение, че имам много лошо мнение за това кое е способно да ви изуми. […] Е ли едно явление, по наше мнение, над човека? Веднага ще кажем: това е дело на Бог, нашата суетност не се задоволява с по-низше обяснение! Не може ли да бъдем по-малко горделиви в речта си, да бъдем по-философски? Ако природата ни предлага труден за разплитане възел, нека го оставим неразплетен, вместо да го разсичаме с ръка, която после за нас се превръща в нов възел, още по-труден за разплитане от първия. Попитайте един индиец защо светът виси във въздуха, той ще ви отговори, че е носен от слон; а слонът, на какво седи? на костенурка; а костенурката, кой я поддържа…? Изпитвате жал към този индиец, но и аз ще ви кажа: Господин Холмс, приятелю, изповядайте незнанието си и милозливо ми спестете и слона, и костенурката! | “ |

## Дидро в затвора
Макар и публикувано анонимно, авторството на есето не остава тайна. Съчинението на Дидро предизвиква скандал, най-вече сред набожните среди със силно влияние в кралския двор. Есето е публикувано през юни 1749 г., а Дидро е арестуван на 24 юли същата година. Бива затворен в замъка във Венсен. В обявата за издирването му се чете „Този млад човек с ярък ум излага безбожието си като трофей; той е много опасен, говори за светите тайнства с презрение“. От 21 август нататък, на Дидро, който е смазан от затварянето, е позволено да излиза от тъмницата, но не и от замъка, и да приема посетители.
Сред посетителите на Дидро е Жан-Жак Русо, тогава негов приятел, който заявява че е имал много важни дискусии, решаващи за развитието на по-късното му творчество. Русо представя своите проекти за участие в конкурса на Академията на Дижон за 1750 г. на тема „Дали възраждането на науките и изкуствата има благотворно действие над нравите“, проект, който се превръща в едно от най-важните произведения на Русо: „Разсъждение за науките и изкуствата“. За разговора си с Дидро Русо казва:
| „ | Това, което ясно си спомням по повода, е че пристигайки във Венсен, бях в състояние, близко до делириум. Дидро го забеляза. Казах му каква е причината − че съм прочел прозопопеята на Фабриций, написана с молив под един дъб. Той ме подтикна да дам устремен тласък на идеите си, да се боря за наградата. Така и направих и от този момент бях изгубен. Остатъкът от живота ми и моите нещастия бяха неизбежно следствие от този момент на лудост. | “ |

Затварянето на Дидро има като следствие спирането на процеса за съставяне на Енциклопедията. Издатели и печатари се активизират, за да ходатайстват за освобождаването на Дидро чрез графовете Аржансон, Берие и Агесо. Дидро е освободен а 3 ноември 1749 г.

## „Добавка към „Писмо за слепите“
През 1782 година Дидро написва „Добавка към „Писмо за слепите“, публикувана в 1818 година. В това съчинение той развива някои от идеите в „Писмо за слепите“, като продължава темата за възпремането на света от сляпородени хора.